# جون كارترايت (سياسي)
جون كارترايت (بالإنجليزية: John Cartwright)‏ هو سياسي بريطاني، ولد في 29 نوفمبر 1933. حزبياً، نشط في حزب العمال.

## مناصب
- في الانتخابات العامة في المملكة المتحدة أكتوبر 1974 [الإنجليزية]‏، انتخب عضو البرلمان السابع والأربعون للمملكة المتحدة عن دائرة وولوتش الشرقية [الإنجليزية]‏ خلال فترته النيابية ‏ (10 أكتوبر 1974 – 7 أبريل 1979).
- انتخب عضو البرلمان الثامن والأربعون للمملكة المتحدة عن دائرة وولوتش الشرقية [الإنجليزية]‏ وقد انضم خلال فترته النيابية ‏ (2 مارس 1981 – 13 مايو 1983) للكتلة البرلمانية الحزب الديمقراطي الاجتماعي (المملكة المتحدة).
- في الانتخابات العامة للمملكة المتحدة 1979 [الإنجليزية]‏، انتخب عضو البرلمان الثامن والأربعون للمملكة المتحدة عن دائرة وولوتش الشرقية [الإنجليزية]‏ خلال فترته النيابية ‏ (3 مايو 1979 – 2 مارس 1981).
- في الانتخابات العمومية للمملكة المتحدة 1983 [الإنجليزية]‏، انتخب عضو البرلمان التاسع والأربعون للمملكة المتحدة عن دائرة وولوتش [الإنجليزية]‏ خلال فترته النيابية ‏ (9 يونيو 1983 – 18 مايو 1987).
- في الانتخابات العمومية للمملكة المتحدة 1987 [الإنجليزية]‏، انتخب عضو البرلمان الخمسون للمملكة المتحدة عن دائرة وولوتش [الإنجليزية]‏ خلال فترته النيابية ‏ (11 يونيو 1987 – 16 مارس 1992).